# Moules-frites

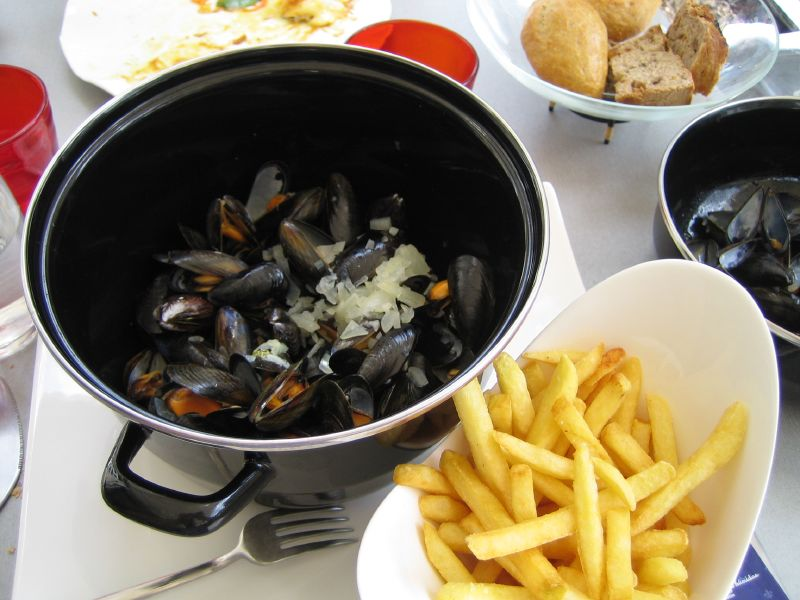

Le moules-frites sono un piatto tipico del Belgio, nonché del Nord della Francia, in particolare della città di Lilla.
Si tratta di un piatto semplice, costituito da cozze bollite o cucinate nel burro o nel brodo o nel vino, e servite insieme a patatine fritte.
A dispetto della sua semplicità, tuttavia, costituisce una pietanza molto caratteristica in Belgio e in buona parte del Nord della Francia, dove, oltre ad essere servite in molti ristoranti, vengono solitamente vendute nelle caratteristiche friteries, negozi che vendono vari tipi di cibi fritti. In alcune fiere i venditori di tale piatto sono soliti formare delle "montagne" di gusci di cozze.